# Handball-Europameisterschaft 2008/Tschechien
In diesem Artikel wird die tschechische Männer-Handballnationalmannschaft bei der Europameisterschaft 2008 in Norwegen behandelt.

## Qualifikation
→ Siehe Handball-Europameisterschaft 2008 

## Mannschaft

### Kader
| Nr.                           | Name                          | Verein                        | LS/Tore (vor EM)              | Spiele                        | Tore                          |                               | Zeitstrafen                   |                               |
| Torhüter (% gehaltener Bälle) | Torhüter (% gehaltener Bälle) | Torhüter (% gehaltener Bälle) | Torhüter (% gehaltener Bälle) | Torhüter (% gehaltener Bälle) | Torhüter (% gehaltener Bälle) | Torhüter (% gehaltener Bälle) | Torhüter (% gehaltener Bälle) | Torhüter (% gehaltener Bälle) |
| ----------------------------- | ----------------------------- | ----------------------------- | ----------------------------- | ----------------------------- | ----------------------------- | ----------------------------- | ----------------------------- | ----------------------------- |
| 16                            | Martin Galia                  | Frisch Auf Göppingen          | 97 / 3                        | 3                             | (32 %)                        | -                             | -                             | -                             |
| 71                            | Petr Štochl                   | Füchse Berlin                 | 108 / 1                       | 3                             | (27 %)                        | -                             | -                             | -                             |
| Feldspieler                   |                               |                               |                               |                               |                               |                               |                               |                               |
| 2                             | Karel Nocar                   | Chambéry Savoie HB            | 132 / 299                     | 3                             | 10                            | 3                             | 5                             | -                             |
| 3                             | Michal Brůna                  | Stralsunder HV                | 66 / 159                      | 3                             | 7                             | -                             | -                             | -                             |
| 4                             | Petr Hrubý                    | MT Melsungen                  | 85 / 208                      | 3                             | 10                            | 1                             | 3                             | -                             |
| 5                             | Jiří Vítek                    | Bergischer HC                 | 59 / 162                      | 3                             | 12 / 6                        | -                             | 1                             | -                             |
| 6                             | Martin Šetlík                 | Lokomotive Pilsen             | 97 / 282                      | 3                             | 2                             | 1                             | 5                             | 1                             |
| 7                             | Daniel Kubeš                  | HSG Nordhorn                  | 67 / 143                      | 1                             | 1                             | 1                             | 2                             | -                             |
| 10                            | Jan Filip                     | HSG Nordhorn                  | 152 / 775                     | 3                             | 20                            | -                             | 3                             | -                             |
| 11                            | Jan Sobol                     | Montpellier HB                | 44 / 133                      | 3                             | 1                             | -                             | 1                             | -                             |
| 13                            | Pavel Horák                   | Frisch Auf Göppingen          | 32 / 82                       | 3                             | 5                             | -                             | 2                             | -                             |
| 14                            | Tomáš Heinz                   | HC Baník Karviná              | 66 / 137                      | 3                             | 2                             | 1                             | -                             | -                             |
| 17                            | Jiří Motl                     | HK Lovosice                   | 14 / 13                       | 1                             | -                             | -                             | -                             | -                             |
| 19                            | Martin Prachař                | S.M.D. Bacau                  | 21 / 15                       | 1                             | -                             | -                             | 2                             | -                             |
| 20                            | Tomáš Řezníček                | RK Velenje                    | 52 / 84                       | 3                             | 3                             | -                             | -                             | -                             |
| 21                            | Alois Mráz                    | HSG Wetzlar                   | 73 / 194                      | 3                             | 13 / 1                        | -                             | 4                             | -                             |
|                               |                               | Gesamt                        | 1165 / 2690                   | 3                             | 88 / 7                        | 7                             | 28                            | 1                             |
| Trainer/Betreuer              |                               |                               |                               |                               |                               |                               |                               |                               |
|                               | Pavel Pauza                   | Dukla Prag                    | Trainer                       |                               |                               |                               |                               |                               |
|                               | Jiří Mika                     |                               | Co-Trainer                    |                               |                               |                               |                               |                               |

## Vorrundenspiele (Gruppe A)
In der Vorrunde trifft die tschechische Mannschaft auf Slowenien, Polen und Kroatien.

### Slowenien 34:32 (16:14) Tschechien
(17. Januar, in Stavanger, Stavanger Idrettshall)
SLO: Gorazd Škof, Beno Lapajne – Vid Kavtičnik (12/10), Aleš Pajovič (7), Luka Žvižej (5), Jure Natek (4), Uroš Zorman (3), Matjaž Mlakar (1), Rok Praznik (1/1), Roman Pungartnik (1), David Špiler, Miladin Kozlina, Goran Kozomara, Dragan Gajič, Tomáš Řezníček, 
CZE: Martin Galia, Petr Štochl – Jan Filip (10), Alois Mráz (8), Petr Hrubý (3), Karel Nocar (3), Tomáš Heinz (2), Tomáš Řezníček (2), Jiří Vítek (2), Michal Brůna (2), Martin Šetlík, Jan Sobol, Pavel Horák, Martin Prachar

### Tschechien 26:30 (13:13) Kroatien
(18. Januar, in Stavanger, Stavanger Idrettshall)
CZE: Martin Galia, Petr Štochl - Jiří Vítek (7/5), Petr Hrubý (4), Jan Filip (4), Karel Nocar (3), Alois Mráz (3/1), Pavel Horák (3), Martin Šetlík (1), Michal Brůna (1), Jiří Motl, Jan Sobol, Tomáš Heinz, Tomáš Řezníček
KRO: Dragan Jerković, Mirko Alilović – Ivano Balić (6), Domagoj Duvnjak (5/5), Blaženko Lacković (5), Nikša Kaleb (4), Ivan Čupić (3/2), Zlatko Horvat (3), Renato Sulić (2), Petar Metličić (2), Josip Valčić, Drago Vuković, Denis Špoljarić, Igor Vori 

### Polen 33:30 (13:14) Tschechien
(20. Januar, in Stavanger, Stavanger Idrettshall)
POL: Sławomir Szmal, Adam Weiner – Karol Bielecki (9), Grzegorz Tkaczyk (5), Marcin Lijewski (5), Bartosz Jurecki (4), Tomasz Tłuczyński (3/2), Patryk Kuchczyński (3), Krzysztof Lijewski (2), Mateusz Jachlewski (1), Michał Jurecki (1), Damian Wleklak, Artur Siódmiak, Mariusz Jurasik 
CZE: Martin Galia, Petr Štochl - Karel Nocar (7), Jan Filip (6), Michal Brůna (4), Petr Hrubý (3), Jiří Vítek (3), Alois Mráz (2), Pavel Horák (2), Jan Sobol (1), Tomáš Řezníček (1), Daniel Kubeš (1), Martin Šetlík, Tomáš Heinz